# Бенедикт Павел Бойм
Бенеди́кт Па́вел Бойм (1629, Львів — 28 лютого 1670, Вільнюс) — римо-католицький релігійний діяч, єзуїт. 

## Життєпис
Син доктора медицини, львів'янина Павела Георга Бойма та його дружини Дороти Барчівни. 
За дозвіл вступити до ордену єзуїтів віддав старшому брату Георгієві свій патримоніум. До новіціяту вступив у Вільнюсі; після звичних студій (теологію слухав у Льовені) намагався виїхати місіонером до Китаю. Не отримав дозволу на місіонерську діяльність в Китаї, займався проповідництвом у ВКЛ. «Навернув» багатьох православних до католицтва. Видав працю (популярну, добре написану): «Stara wiara abo jasne pokazanie, iż ci, co w duzuniej trwają, starej wiary nie mają» (Вільнюс, 1668 рік), в якій, опираючись на отців церкви, висловлював правдивість примату Папи, походження Духа святого від Отця та Сина. Шанував православних («схизматиків»), називав їх постійно «брати наші улюблені». Під час навчання в Льовені познайомився з болландистами, для яких переклав до «Acta Sanctorum» (t. 57, s. 1073—1100) Опатов'юша: «Vita St. Ioannis Cantii». Помер у домі прихильників (сповідників, проффесів) святого Казимира.